# Amosis, hijo de Abana
| N11 | F31 | s | G39 | Z1 | i | A2 | b | G29 | n · A |

| N11 | F31 | s | G39 | Z1 | i | A2 | b | G29 | n · A |

Amosis o Ahmose, hijo de Abana, fue un militar del Antiguo Egipto, que sirvió en su ejército bajo los faraones Amosis I, Amenofis I y Tutmosis I. Su autobiografía (Las guerras de Ahmosis) ha llegado hasta nuestros días y está intacta en las paredes de su tumba de El Kab (Tumba EK5) y ha demostrado ser una valiosa fuente de información sobre finales de la Dinastía XVII y principios de la Dinastía XVIII de Egipto.
Amosis nació en la ciudad de Nejeb (el moderno El Kab), en el sur de Egipto. Su padre, Bebe, militar, luchó durante el reinado de Seqenenra Taa para expulsar a los hicsos de Egipto. El joven Amosis se alistó en la marina. Después de la muerte del faraón Seqenenra Taa y de su hijo Kamose, Amosis comenzó a servir como oficial de la marina bajo el faraón Amosis I. Participó en la batalla de Avaris (la capital de los hicsos en el Delta oriental), donde mató a dos de los hicsos y fue condecorado con el 'oro del valor' por dos veces. Amosis fue premiado además con esclavos y otro tipo de botín después de que Avaris fuera tomada y saqueada.
Amosis también participó en el asedio, que duró tres años, de la ciudad estado de Sharuhen al sur de Canaán donde habían huido los hicsos después de su derrota en Avaris. Después de la victoria, Amosis fue recompensado con oro y prisioneros de guerra para que sirvieran como esclavos. Siguió a su rey a Nubia, donde tuvo que hacer frente a tres rebeliones.
Bajo Amenofis I, que sucedió a su padre, luchó contra los nubios, llegando hasta Cush, al sur de la segunda catarata del Nilo, capturando al jefe nubio y siendo recompensado por su valentía con oro, dos esclavas y prisioneros de guerra.
Durante el reinado de Tutmosis I, volvió a participar en una campaña naval contra tribus nubias, siendo ascendido a "jefe de los marinos" (equivalente a almirante). También siguió a Tutmosis en una campaña contra el reino de Mitani, conocido como Naharina llegando al río Éufrates.
Su madre se llamaba Abama, posiblemente, una mujer muy importante. Estaba casado con Apu y de ella concibió un hijo llamado Kem, escriba real y tutor del príncipe Uadymés, uno de los hijos de Tutmosis I. De su matrimonio con Atefrura nació Paheri, escriba y sacerdote de la diosa Nejbet, que llegó a ser nomarca de El Kab y de Esna y supervisó la construcción de la tumba de su abuelo.
Paheri quiso rendir homenaje a su abuelo Amosis haciendo vivir su nombre mediante la conmemoración póstuma de sus hazañas. El comienzo de la pseudo-autobiografía de Amosis, hijo de Abana, muestra el orgullo que los egipcios sentían por servir a su faraón:

"Te hablo a ti, a todo el mundo, para que sepáis los favores que he recibido. Se me recompensó con oro siete veces en presencia de todo el país, y esclavos y esclavas. Y se me dieron muchas tierras. La reputación de un valiente procede de lo que ha hecho, que nunca se pierda en la tierra."
Amosis, hijo de Abana.